# Shigeo Sawairi
Shigeo Sawairi (澤入 重雄 Sawairi Shigeo?), född 8 maj 1963 i Shizuoka prefektur, är en japansk tidigare fotbollsspelare.
Sawairi började sin karriär 1986 i Toyota Motors (Nagoya Grampus Eight). Med Nagoya Grampus Eight vann han japanska cupen 1995. Han avslutade karriären 1995.